# Anna Pieri Zuercher
Anna Pieri Zuercher, née en 1979 à Bienne, est une actrice suisse.

## Biographie
Anna Pieri naît à Bienne, d'un père bernois et d'une mère italienne, architectes. Elle apprend le piano et obtient en 2000 un diplôme d’enseignante à l’Ecole de musique de Berne. Puis elle entre à l'École supérieure d'art dramatique de Genève dont elle est diplômée en 2004.
Elle rencontre le metteur en scène russe Anton Kouznetsov et Jean Liermier, directeur du Théâtre de Carouge. Dès 2005, elle se produit sur les scènes des théâtres de Paris, Lausanne et Genève dans Les Caprices de Marianne d’Alfred de Musset, Hamlet de William Shakespeare, La Ronde d’Arthur Schnitzler...
Elle fait ses débuts au cinéma en 2004 dans Paul s'en va d'Alain Tanner. À la télévision, elle joue dans la série Station Horizon, Anomalia. Son rôle dans la série Double vie lui vaut le prix de la meilleure actrice aux Journées de Soleure 2019.
En 2020 l'actrice rejoint la série policière allemande Tatort dans laquelle elle fait équipe avec Carol Schuler,. En 2022, elle joue aux côtés de Marina Hands dans la série Hors-Saison.

## Filmographie

### Cinéma
- 2004 : Paul s'en va de Alain Tanner
- 2022 : Last dance de Delphine Lehericey

### Télévision
- 2008 : Les caprices de Marianne de Elena Hazanova
- 2012 : Jeu de dames, mini-série
- 2014 : L'Heure du secret, saison 2
- 2014 : Sam de Elena Hazanova
- 2014 : Break-ups : La Série
- 2014 : Origines, épisode 'À double tour
- 2015 : Station Horizon, mini-série
- 2016 : Anomalia, série
- 2018 : Boomerang de Nicole Borgeat
- 2019 : Double vie, mini-série
- Depuis 2020 : Tatort, série
- 2022 : Hors-Saison, mini-série

## Théâtre
- 1999 : Monsieur de Maupassant d'après Guy de Maupassant, adaptation et mise en scène Anton Kouznetsov, Drama Théâtre
- 2005 : El Don Juan d'après Tirso de Molina, mise en scène Omar Porras, Théâtre de la Ville, tournée
- 2007 : Le Russe sans douleur (méthode), de et mise en scène Anton Kouznetsov, MC93 Bobigny, tournée
- 2008 : Les Caprices de Marianne d’Alfred de Musset. mise en scène Jean Liermier, Théâtre de Vidy-Lausanne, tournée
- 2009 : Petit' Ô, mise en scène Gwenaëlle Mendonça, Sandrine Nicolas, Hélène Seretti, tournée
- 2010 : Hamlet de William Shakespeare, mise en scène Éric Salama, Théâtre de l'Orangerie
- 2012 : La Ronde d’Arthur Schnitzler, mise en scène Valentin, Théâtre de l'Orangerie, tournée
- 2012 : Le Petit-Maître corrigé d'après Marivaux, mise en scène José Lillo, Théâtre de l'Orangerie, tournée
- 2013 : Slow devant de Julie Coutant, tournée
- 2014 : La Seconde Surprise de l'amour de Marivaux, mise en scène Valentin Rossier, Théâtre de l'Orangerie, tournée
- 2015 : Un tramway nommé Désir de Tennessee Williams, mise en scène Zoé Reverdin, Théâtre de l'Orangerie
- 2016 : Les Reines de Normand Chaurette, mise en scène Zoé Reverdin, Le Grütli
- 2016 : Tu devrais venir plus souvent de Philippe Minyana, mise en scène Alain Borek, Pascale Güdel, tournée
- 2016 : Récit du retour de guerre de Ruzzante, mise en scène Éric Salama, Le Grütli, tournée
- 2017 : Wild women don't have the blues, mise en scène Julia Batinova, Théâtre du Galpon
- 2018 : Nous, les héros de Jean-Luc Lagarce, d'après Franz Kafka, mise en scène Robert Sandoz, tournée
- 2019 : Dragon d’or de Roland Schimmelpfennig, mise en scène Robert Sandoz, tournée

## Distinctions

### Récompenses
- Journées de Soleure 2019 : meilleure actrice pour Double vie